# Wolfgang Beekmann
Wolfgang Beekmann (* 22. Oktober 1937 in Berlin) ist ein deutscher Mathematiker.

## Leben
Nach der Promotion 1967 an der Universität Tübingen bei Karl Zeller und Helmut H. Schaefer und der Habilitation 1971 ebenda wurde er 1977 Professor an der Fernuniversität in Hagen. Seit 2003 ist er emeritiert. 
Seine Forschungsschwerpunkte innerhalb der Analysis sind die Limitierungstheorie und funktionalanalytische Aspekte, insbesondere: Struktur der Wirkfelder von Limitierungsverfahren, λ-Konvergenz und hierdurch definierte Wirkfelder, Feinstruktur des Spektrums von konvergenztreuen Limitierungsmatrizen.

## Schriften (Auswahl)
- Perfekte Integralverfahren. Tübingen 1967, OCLC 720445094.
- mit Karl Zeller: Theorie der Limitierungsverfahren. Berlin 1970, OCLC 902352249.
- Totalvergleich von Matrixtransformationen. 1971, OCLC 715314581.